# Breaza
Breaza – miasto w południowej Rumunii, leżące w okręgu Prahova. Około 17,6 tys. mieszkańców (2008).
W mieście rozwinął się przemysł odzieżowy, włókienniczy, spożywczy, materiałów budowlanych oraz tkacki.
Jest miastem partnerskim polskiego miasta Pionki.